# 菊池桃子
菊池 桃子（きくち ももこ、1968年〈昭和43年〉5月4日 - ）は、日本の女優・歌手・タレント・大学教員・ナレーター。個人事務所Weisheit（ヴァイサイト）所属。愛称は「桃ちゃん」。

## 略歴

### 生い立ち
東京都品川区出身。桃子という名前の由来について本人は、「"桃"は、古来中国では不老長寿をもたらす実であるという伝説があり、とても大切な果物とされていたことに因み、みんなから大切にされて愛されるようにという意味で名づけられた」と話していたことがある。3歳の時に埼玉県大宮市（現・さいたま市）に移るが、小学校入学時に品川へ戻る。両親は共に北海道出身（父は札幌、母は斜里町）。

### 歌手デビューまで
菊池の叔母が青山で飲食店を経営しており、レジ横に家族や親族の写真を飾っていた。1982年の夏、たまたま来店していた音楽事務所トライアングル・プロダクションの関係者がその中の一枚、菊池が微笑んでいる写真に目を留め、その場で菊池の名前や年齢、事務所に所属していないかなど身上を聞いたという。叔母を介し、後日スカウトされる。芸能界入りに関して、菊池の父は学校に行かせること・学業に支障が出ないスケジュールであることを条件とし、本人の希望を優先に承諾した。
1983年春、映画『パンツの穴』のオーディションに合格。芸能活動をスタート。11月、学習研究社のアイドル雑誌『BOMB』の姉妹誌『Momoco』のイメージガールとなり、創刊号の表紙を飾る。
1984年3月17日、映画『パンツの穴』公開。ヒロインを演じて注目される。同年4月21日、VAPより『青春のいじわる』でアイドル歌手デビュー。デビュー時のキャッチフレーズは「It's Real Fresh 1000%」。

### トップアイドル期
"ふつうの女の子"といった親しみやすい庶民的魅力を持ったアイドルとして幅広い人気を獲得し、1984年にリリースした『青春のいじわる』『SUMMER EYES』『雪にかいたLOVE LETTER』の3枚のシングルをヒットさせ、1984年の日本レコードセールス大賞女性新人賞受賞。ブロマイドの年間売上も1位となる。また、同年9月リリースのファーストアルバム『OCEAN SIDE』はオリコンアルバムチャート1位となった。1981年に設立されたバップレコードの売上げを大きく伸ばし、テレビ局、映画会社は"ポスト聖子"として1985年の"超目玉アイドル"と見なし、テレフィーチャー『卒業』の製作を決め、東映は小柳ルミ子級のギャラを提示し主演映画の交渉に当たった。また資生堂や江崎グリコ、日立製作所など大手企業のCMキャラクターにも起用され、雑誌などとのメディアミックス戦略により一気にトップ・アイドルへと駆け上った。大手プロダクションの手によらない雑誌メディア出身の菊池が成功したことは1980年代のアイドル地図に変動を起こし、斉藤由貴や中山美穂など雑誌やドラマをきっかけに歌の世界へ進出するアイドルの先駆的存在となった。
1984年12月、第26回日本レコード大賞新人賞受賞。ただし最優秀新人の選考対象とされることについては全て辞退した（辞退理由は「気持ちの整理が付かないから」というものだった。実際は菊池のレコードを製作販売していたバップレコードは日本テレビ系列のための諸事情と言われる。授賞式は海外・サイパンでの仕事のため欠席、ファンへの感謝の手紙がバップ社員より代読された。この年、最優秀新人賞に選ばれたのは岡田有希子）。
1985年に行われた日本武道館でのコンサートは、武道館においては当時の時点で最年少公演記録となり、ビートルズの公演の観客動員数を抜き（二万二千人超）、九段下駅から日本武道館へと長い行列が出来、話題になった。入場できなかった観客も一万人超とされ伝説となっている。同時期の『ザテレビジョン』誌上のタレント人気投票の歌手部門でも1位となるなど、トップアイドル歌手として人気を博した。1985年のアーティスト別年間シングルセールスでは中森明菜、チェッカーズ、安全地帯に次ぐ第4位となった。
1985年2月発売の4枚目のシングル「卒業-GRADUATION-」から1987年3月発売の「アイドルを探せ」まで7作連続オリコンチャート1位の売り上げを記録した。この記録は、1985年から87年にかけてオリコンチャートの上位をおニャン子クラブ関係の曲が独占する中での記録である。
ラジオパーソナリティとしても人気があり、1985年10月から1987年3月までTBSラジオ・文化放送・ニッポン放送の在京3局で自身がメインパーソナリティーのレギュラー番組があった。それぞれ曜日ごとに分かれていたため、月曜から日曜まで毎日、菊池の番組があった。雑誌『ラジオパラダイス』のパーソナリティ人気投票では1985年から1987年までベスト10内にランクインしていた。ラ・ムー 結成後も、1988年4月まで『菊池桃子の青春トライアングル』（TBSラジオ）、1988年10月まで『青春ファンタジア 菊池桃子 あなたと星の上で』（ニッポン放送）が放送されていた。
1986年、エランドール賞新人賞受賞。シングル「夏色片想い」発売キャンペーンとして全国25万人握手会を行う（実際には27万人を動員した）。
1986年8月、日本テレビ系『24時間テレビ 愛は地球を救う』に出演。チャリティー・歌のイベントなど番組に参加。当時の新曲『Say Yes!』をシングル発売前に歌唱した。
1987年4月11日、映画『アイドルを探せ』（吉田まゆみ原作、松竹配給）公開。主役の藤谷知香子(チカちゃん)役で出演。以前の映画・ドラマのシリアスな役柄とは違い、明るい女子短大生を演じた。共演は伊藤かずえ、武田久美子など。同年3月25日には同名の主題歌を発売。自身最後のオリコンシングルランキング1位となった。同年6月にビデオ（発売先はバップ）が発売。1988年5月13日の日本テレビ系『金曜ロードショー』で放送。2003年6月25日発売の『菊池桃子プレミアム・コレクション BRAND』でDVDが収録されている。
1987年8月22日・8月23日、日本テレビ系『24時間テレビ 愛は地球を救う』でチャリティー・パーソナリティを務める。日本武道館での出演の他、国連国際居住年親善大使としてアフリカ取材も行った。自身の楽曲『Nile in Blue』が番組テーマ曲として使用された。
1987年10月21日、日本テレビ系のドラマ『恋はハイホー!』（水曜19:00）で連続テレビドラマ初主演。当時多く放送されていた業界もののドラマだった。裏番組にテレビアニメ『ドラゴンボール』『めぞん一刻』（いずれもフジテレビ系）、テレビドラマ『オヨビでない奴!』（TBS系・高橋良明主演）『あぶない少年』（テレビ東京系・光GENJI主演）、『NHKニュース』『連想ゲーム』（NHK総合テレビ）などといった高視聴率番組があり、視聴率は低迷した。1987年4月から1988年3月まで日本テレビ系では土曜21時台の『土曜グランド劇場』が放送されなかった。西川きよし・星野知子・加納みゆき司会の『ワールドクイズ ザ・びっくり地球人!』、福留功男（当時日本テレビアナウンサー）・堀江しのぶ司会の『クイズ・地球NOW』が放送されていた。関西地区でMBSラジオ（毎日放送）の『菊池桃子の青春トライアングル』（土曜21:30から放送）との競合を避けたことによるものである。

### ラ・ムー活動開始
1988年2月、記者会見を行い、ロックバンド「ラ・ムー」を結成、自らがメインボーカルを担うと宣言した。自身が出演するダイドードリンコのCMソングとなった『愛は心の仕事です』を皮切りに、シングル4作、アルバム1作をリリース。過激な歌詞や肩パットを披露するなど清純派だったアイドル歌手時代とは全く違っていた。ライブも行ったがレコードのセールスはソロ時代を超えることはできず、オリコンチャートで4位となった『少年は天使を殺す』以降は話題とならなくなり、興行的には大きな成功は得られなかった。1989年2月リリースのシングル『青山Killer物語』を最後にバンド活動は凍結。事実上解散となった。ブラック・コンテンポラリーとアイドル歌謡の組み合わせは、当時の常識からかけ離れていたため、ヒットには恵まれず短期間で解散した。現在は2010年代以降のシティ・ポップブームの中で再評価を受けている。
1988年2月にTBSラジオで放送された『菊池桃子の青春トライアングル』ではアイドル歌手出演の歌番組で最年長になっていることを触れていた。歌手としてはラ・ムー、女優としては菊池桃子で活動すると発言していた。

### 女優・タレント・歌手復帰としての活動
ラ・ムー解散後の1989年以降、女優としての活動が多くなる。中山美穂主演の『君の瞳に恋してる!』・安田成美主演の『同・級・生』といったフジテレビ月曜9時枠の連続ドラマ（トレンディドラマ）で大鶴義丹や緒形直人とキスシーンを披露。それまでの清純派だった菊池が奔放な女性を演じてイメージチェンジとなった。これらの作品での演技が評価され、1993年の同枠の『あの日に帰りたい』では主演を務めた。
井森美幸と共演したフジテレビ系のドラマ『お嬢さんシリーズ』は1989年から1990年にかけて3作放送された。家事などができず、わがままな女性を演じていた。ドラマはホリプロが制作していたが、1987年4月公開の映画『アイドルを探せ』で所属タレントの伊藤かずえ・武田久美子が出演していた。井森美幸はドラマ共演前、テレビのバラエティ番組で菊池のものまねを披露していた。
1989年頃から1995年頃までは連続ドラマや2時間ドラマに多数出演していた。事件ものの2時間ドラマ出演はほとんどなかった。2010年代以降はテレビ朝日系『相棒』、TBS系『浅見光彦シリーズ』に出演していた。
1989年9月、事務所をトライアングル・プロダクションから、パーフィットプロダクションに移籍。

#### 1990年代
- 1989年10月26日発売の男性向け隔週週刊誌『スコラ』で背中などを見せているセクシーショットを披露。表紙には「菊池桃子セクシー」と赤色の大きな文字で書かれていた。この写真などを集めた「菊池桃子写真集」が1990年11月に発売されている。
- 1990年9月以降に放送された、日本ビクターのビデオカメラCMのセリフ『その目、ちょっとエッチ！』が話題となった。
- 1990年12月、1991年3月発売のアルバムジャケット写真などが入っている写真集「とびいろのなつ」を発売。
- 1991年3月3日、2年ぶりの歌手復帰。ソロとしては3年10か月ぶり、歌手としては2年半ぶりの11曲入りアルバム『Mirour-鏡の向こう側に』（セルフ・プロデュース）を発売。音楽雑誌『FM STATION』『WHAT's IN?』『オリコン』ではインタビュー記事が掲載されていた。アイドル時代同様、シティ・ポップ調の楽曲を歌っている。作家陣には湯川れい子・日野皓正・神山純一などが加わり、菊池自身も作詞4曲・作曲2曲を手掛けている。
- 1992年、フジテレビ系のドラマと松竹配給の映画『パ★テ★オ』に江川真理役で主演。共演は加勢大周・保阪尚希・鈴木京香など。
- 1994年8月8日、1993年に「フジサンケイクラシック」のプロアマ戦で一緒にラウンドを回ったことが縁で交際をしていたプロゴルファーの西川哲との婚約を発表。1995年4月24日に挙式をする旨を記者会見で明らかにした。
  - 1995年3月3日、西川側から結婚を無期延期する旨を伝達される（西川と西川の父・西川幸男の確執が原因などの臆測）[18][注 1]。結婚延期を撤回して欲しいと菊池は西川の父に懇願したというが「ひいては菊池の将来のためでもある」と受け入れて貰えなかった（西川の父は菊池を大変気に入っていたという）。その4日後、菊池は心労から体調を崩して吐血。十二指腸潰瘍穿孔の診断を受け、約4週間の入院治療を受けることになった[注 2]。倒れた菊池を案じた西川の父は二人の結婚は認め（挙式は西川がゴルフで結果を出してから）、菊池の快復を待って5月に日取りを決めた。これらの出来事があって、西川は一念奮起して練習に身を入れるようになる）[19]。1995年7月、「日経カップ 中村寅吉メモリアル」で2年ぶり3度目の優勝を果たし、晴れて挙式の条件がクリアとなった[20]。
- 1995年5月1日、結婚。
- 1996年2月6日、高輪プリンスホテルで挙式。西川の師匠であるプロゴルファー・青木功が媒酌人を務めた。挙式後の会見で妊娠4か月であることを明かした[21]。
- 1996年8月7日 - 長男を出産。

#### 2000年代
- 2001年10月18日、長女を出産。
- 2003年12月24日、日野皓正のライブにゲスト出演。『Say Yes！』など4曲を歌唱
- 2008年3月31日、TBSの生活情報番組『はなまるマーケット』の月曜レギュラーとなる。
- 2008年5月28日、14年ぶりとなる鈴木雅之とのコラボレーションシングルとなる「恋のフライトタイム〜12pm〜」をリリース。
- 2009年1月10日、テレビ朝日『人生の楽園』のレギュラー（ナレーション）となる。

#### 2010年代
- 2010年3月31日、『はなまるマーケット』の月曜レギュラーから水曜レギュラーになる。
- 2011年3月23日、『はなまるマーケット』を卒業（後任はいとうあさこ）。
- 2011年7月30日、文化放送『菊池桃子のライオンミュージックサタデー』のメインパーソナリティとなる。ラジオのメインパーソナリティ出演は1994年4月以来、17年3か月ぶりとなる。番組では『MOMOKO STYLE』のタイトルでアイドル・ラ・ムー・ソロ復帰後の楽曲を毎週放送している。
- 2012年1月28日、西川哲との離婚を所属事務所を通して発表した。具体的な理由については明かされていない[22]。
- 2012年2月28日、『週刊朝日』3月9日号で離婚前から特定疾患シェーグレン症候群を患っていることを明かした[23]。
- 2012年3月25日、法政大学大学院政策創造研究科政策創造専攻修士課程修了、修士号（政策学）取得。研究分野は「雇用政策を踏まえた人々のキャリア形成」。
- 2012年8月1日、母校・戸板女子短期大学の客員教授に就任[24]。キャリア教育の講義を担当中[25]。
- 2013年4月16日、労働者が自分の働き方を主体的に選べる「キャリア権」の普及を目指すNPO法人「キャリア権推進ネットワーク」が発足、理事に就任[26]。
- 2014年4月30日、23年ぶりのアルバムCD『青春ラブレター 〜30th Celebration Best〜』をソニー・ミュージックレーベルズ（エピックレコードジャパンレーベル）から発売。
- 2014年5月、東京・大阪で27年ぶりのライブを開催。
- 2015年10月23日、「一億総活躍国民会議」の民間議員に起用[27]。
- 2015年12月17日、単行本『午後には陽のあたる場所』を発売。初の書き下ろし著書。
- 2016年7月、文部科学省 初等中等教育局 視学委員就任。
- 2019年11月、自身のブログで再婚を発表。ブログ内では詳細が触れられていなかったが、その後の報道で相手が経済産業省経済産業政策局長（当時）の新原浩朗であることが報じられた[28]。

#### 2020年代
- 2020年6月20日、パーフィットプロダクションを退社[29]。
- 2020年6月22日、新会社の設立を発表[30]。
- 2020年10月27日、公式YouTubeチャンネル“菊池桃子のYouTubeラジオ『今日もお疲れ様です。』”開設[31]。
- 2021年3月26日、2020年東京オリンピック[注 3]の聖火リレーで、福島県の第2日、福島市の第一走者として福島市信夫ヶ丘競技場を走る[32][33]。
- 2021年12月28日、公式YouTubeチャンネル“菊池桃子のYouTubeラジオ『今日もお疲れ様です。』”終了[34]。
- 2022年7月27日、新曲『Again』『奇跡のうた』（いずれも林哲司作曲）や過去のアルバム収録曲を集めた全16曲収録のコンセプトアルバム『Shadow』をバップから発売。
- 2022年8月4日、自宅で転倒して仙骨にひびが入るけがを負い、入院して治療[35]。ラジオ番組などへの出演が見送りとなった[35]。
- 2022年11月22日、『週刊朝日』（朝日新聞出版）で表紙を飾った。巻頭写真4ページと作曲家・林哲司との『シティポップ』についての対談を掲載。林哲司とは1987年以来、35年ぶりの再会となった。
- 2022年11月30日、神奈川県横浜市のビルボードライブ横浜と2022年12月3日、大阪府大阪市のビルボードライブ大阪で行われた林哲司のライブにゲスト出演。
- 2023年4月1日、東京・恵比寿のザ・ガーデンホールの『林哲司 SONG FILE SPECIAL with 杉山清貴 菊池桃子』でゲスト出演。
- 2023年7月1日、日本テレビ系の『THE MUSIC DAY 2023』に出演。『Say Yes!』を歌唱。日本テレビ系の歌番組には35年ぶりに出演。
- 2023年10月24日、NHK総合テレビの『うたコン』で林哲司とともにゲスト出演。『もう逢えないかもしれない』を歌唱。
- 2023年11月5日、東京国際フォーラムAで行われた『ザ・シティ・ポップ・クロニクル　林哲司の世界inコンサート』にゲスト出演。『卒業 〜Graduation〜』『もう逢えないかもしれない』『ガラスの草原』『Blind Curve』の4曲を歌唱。
- 2023年11月15日、テレビ東京系の『テレ東60祭！ミュージックフェスティバル2023』にゲスト出演。『卒業 〜Graduation〜』『もう逢えないかもしれない』を歌唱。
- 2024年4月17日、歌手デビュー40周年を記念して6曲入りのEP『Etarnal Harmony』をバップから発売。ホリエアツシ（『星の蜃気楼』）、andropの内澤崇仁（『もうすぐ0時』）が楽曲提供。菊池自身が作詞・作曲した『Starry Sky』は林哲司が編曲を担当している[36]。
- 2024年9月3日、NHK総合テレビの『うたコン』にゲスト出演。『Say Yes!』『もう逢えないかもしれない』をメドレーで歌唱。
- 2024年9月18日、2枚組のベストアルバム『Eternal Best』をバップから発売。
- 2024年11月5日、ニッポン放送特別番組『青春ファンタジア 菊池桃子 あなたと星の上で 2024』を20時から21時まで生放送で行った[37][38][39]。12月23日・24日、日本橋三井ホールにて『青春ファンタジア 菊池桃子あなたと星の上で 2024』と題したライブイベントを開催した[38]。
- 2025年4月20日・21日、40周年記念コンサート『MOMOKO KIKUCHI 40th Anniversary FINAL』を東京・恵比寿ザ・ガーデンホールで開催。同公演は1日目「碧い記憶」、2日目「紅の想い」とそれぞれコンセプトを掲げ、異なる内容を披露した[40]。

### 教育活動
2人目の子供が障害児であり、就学や学習機会の場を探すのに苦労したことから、子供たちのキャリア形成について問題意識を持ち始め、教育活動を行うようになる。

#### 一億総活躍国民会議の民間議員
2015年10月23日、一億総活躍国民会議の民間議員に選出された事が発表される。10月29日、「一億総活躍国民会議」の初会合に出席し、「一億総活躍」という名称が分かりづらい、1つの見方、言い方として、「ソーシャル・インクルージョン（社会的包摂）」という名称を提案。「ソーシャル・インクルージョン」とは、社会の中から排除する者をつくらない、全ての人々に活躍の機会があるという言葉としている。その他、女性の就業曲線を表す「M字カーブ（産前産後休業）」について提言。結婚・出産を機に離職した女性が、子育てを一段落した段階で仕事に復帰する際に「何が課題になっているのか」ということなどについて発言した。カタカナ言葉を使った事については、10月30日に自身のブログで「取材時間の限りがあった」「代替案となる日本語が見つからなかった」と述べた。また、横文字を使っての説明についても、親切ではなかった、使った場合はその後に十分な説明をすることが大切だといつも思っていると述べた。
2016年5月で退任。

## 人物
- 一男一女の母。菊地は誤記。血液型はB型。
- 初婚相手の西川哲との間に1男1女をもうけている。第一子は長男[41]。
- 2001年に長女を出産したが、乳児期に脳梗塞になり、快復したものの左手足に麻痺の後遺症が残る[45]。それより1年半前にも第二子を妊娠し死産している。前もって障害を持っているかも知れないことを医師から告げられ、育てていく覚悟をしていたことも併せて告白した[46]。
- 愛犬家で動物好きである[47]。
- 富士山に造詣が深い[48]。
- 読書家であり（英字書を含む）手工芸や[49]料理が趣味[50]。またスキューバダイビングも趣味のひとつで1980年代にはグアムやハワイなど海外に赴いてダイビングを楽しんでいる[51]。
- 独身時代は自宅で懐石料理やシチューを数日煮込んで作るほど熱中していたという。
- 縄文時代マニアである[52]。

### エピソード
- 元来、大人しい性格の菊池が芸能界に興味を示したのは「見てみたいと思った」程度の好奇心からなる軽い気持ちであり、芸能界に対して強い憧れや目標とする芸能人が存在したわけではないという（考古学者になることが長年の夢であった[53]）。デビュー以前、度重なるオーディションに「自分には向いていない、辞めたい」と思ったと後年、述懐している[54]。
- 1982年、デビュー前の準備の一環として作曲家・アレンジャーである神山純一の自宅スタジオにて歌唱レッスンを始める[55]。初めて神山宅を訪れた際には住所のメモだけで他の情報がないままでの初対面であり、玄関で出迎えたのが神山の妻である元女優・夏純子だったため、なんて美人な奥さんなんだろうと思うと同時に「TVで見たことある人だ!」と、とても驚いたと後述している[55]。また、音楽に関することであれば、歌唱も楽器も神山が全ての質問に明確に回答を示す百科事典のような存在となったため、自分の知らなかった新たな世界が広がっていく感覚が嬉しかったとも明かしている[55]。
- 吉本ばななの小説『キッチン』文中に『ふたりのNIGHT DIVE』（1984年9月10日発売のアルバム『OCEAN SIDE』に収録）の歌詞（作詞は秋元康）が挿入されている。アイドルを含めて歌手の曲が、小説に挿入されているのは極めて異例である。
- 2013年3月31日放送のフジテレビ系『爆笑 大日本アカン警察』にて、フジテレビの食堂で早食いをしている模様を隠し撮りされた。菊池は牛丼、サラダ、味噌汁を2分18秒で完食した[56]。
- 日本テレビ系の『歌のトップテン』で歌唱後、1984年に同期デビューした長山洋子と話していた場面が何度か放送されていた。
- 同時期にトップアイドルとなっていた南野陽子とは1985年にニッポン放送『青春ファンタジア 菊池桃子 あなたと星の上で』のラジオドラマで共演している（南野陽子はデビュー直後だった）。歌番組では何度か共演していたが、2013年5月4日放送のNHKラジオ第1放送『菊池桃子、南野陽子のキラキラウーマン白書』で二人そろって共演している。以後も2014年放送の関西テレビ・フジテレビ制作『SMAP×SMAP』、2020年放送の東海テレビ制作『おてらツアーズ3』などで共演している。2024年10月20日にビルボードライブ横浜で行われた菊池のライブを南野が観覧。菊池のインスタグラムで二人の映った写真が公開されている。
- 2016年8月7日放送のフジテレビ系『ボクらの時代』で、ドラマ共演経験のある鈴木保奈美が『自分の子供に「桃ちゃんって、今のAKBの何百人分をひとりでやってた」って説明して。』と菊池のアイドル時代を振り返っていた。
- 1987年5月号の雑誌『BOMB』（学習研究社）では松竹映画『アイドルを探せ』で共演した伊藤かずえが『こんな可愛くてこんな性格のいいコがいるわけない。絶対ウラがあるって思ったんだけど。ホントにいいコなんでビックリしちゃった』と述べている[57]。
- 『日本レコード大賞』『日本歌謡大賞』などの賞レースに出演する機会は少なかったが、1987年放送のフジテレビ系『FNS歌謡祭』で作詞賞を受賞した売野雅勇が作詞した『ガラスの草原』を歌唱していた。
- 別冊宝島の調査によると、1980年代の年間ベスト50位以内ランクイン曲数は5曲と、当時の女性アイドルでは中森明菜、松田聖子、小泉今日子、中山美穂、南野陽子、工藤静香に次ぐ7位であった[58]。
- 2023年3月8日発売の『80年代アイドル総選挙！ザ☆ベスト100』（株式会社ヘリテージ発行）で8位にランクインしている。
- シティ・ポップブームで楽曲が再評価されている。ミュージック・マガジン社が発行している『レコード・コレクターズ』2020年7月号『1980-1989　シティ・ポップの名曲ベスト100』で1987年にシングルリリースされた『ガラスの草原』が69位にランクインしている。100位内でアイドル歌手の曲がランクインしているのは、松田聖子『マイアミ午前5時』（35位）『風立ちぬ』（89位）・薬師丸ひろ子『探偵物語』（80位）・『ガラスの草原』の計4曲。
- アイドル時代に全曲作曲していた林哲司とは2022年、1987年以来35年ぶりに再開した。以後、ライブにゲスト出演する機会が多くなっている。
- ヒット曲が多数あるが『NHK紅白歌合戦』の出場は、2023年現在一度もない（1980年代後半当時同じく人気アイドル歌手だった南野陽子・浅香唯なども同様）。NHK総合テレビの音楽番組は『レッツゴーヤング』『ヤングスタジオ101』『SONGS』『うたコン』など多数出演している。

## ディスコグラフィ
デビューシングル『青春のいじわる』から『ガラスの草原』までバップからリリース（1988年に菊池がボーカルを務めたラ・ムーの楽曲もバップからリリースされている）。『卒業-GRADUATION-』から『アイドルを探せ』まではオリコン週間1位を獲得。『青春ラブレター 〜30th Celebration Best〜』はERJ（旧 EPIC・ソニー）レーベルから。

### シングル
| No. | タイトル                 | 発売日        | 作詞       | 作曲   | 編曲     | 最高位 |
| --- | ------------------------ | ------------- | ---------- | ------ | -------- | ------ |
| 1   | 青春のいじわる           | 1984年4月21日 | 秋元康     | 林哲司 | 林哲司   | 13位   |
| 2   | SUMMER EYES              | 1984年7月10日 | 秋元康     | 林哲司 | 林哲司   | 7位    |
| 3   | 雪にかいたLOVE LETTER    | 1984年11月1日 | 秋元康     | 林哲司 | 林哲司   | 3位    |
| 4   | 卒業-GRADUATION-         | 1985年2月27日 | 秋元康     | 林哲司 | 林哲司   | 1位    |
| 5   | BOYのテーマ              | 1985年5月15日 | 秋元康     | 林哲司 | 林哲司   | 1位    |
| 6   | もう逢えないかもしれない | 1985年9月26日 | 康珍化     | 林哲司 | 林哲司   | 1位    |
| 7   | Broken Sunset            | 1986年2月13日 | 有川正沙子 | 林哲司 | 林哲司   | 1位    |
| 8   | 夏色片想い               | 1986年5月14日 | 有川正沙子 | 林哲司 | 林哲司   | 1位    |
| 9   | Say Yes!                 | 1986年9月3日  | 売野雅勇   | 林哲司 | 林哲司   | 1位    |
| 10  | アイドルを探せ           | 1987年3月25日 | 売野雅勇   | 林哲司 | 林哲司   | 1位    |
| 11  | Nile in Blue             | 1987年7月29日 | 売野雅勇   | 林哲司 | 鷺巣詩郎 | 2位    |
| 12  | ガラスの草原             | 1987年10月8日 | 売野雅勇   | 林哲司 | 新川博   | 4位    |

### EP
1. Etarnal Harmony（2024年4月17日）[36]

### アルバム
| # | タイトル             | 作詞       | 作曲   | 編曲             |
| - | -------------------- | ---------- | ------ | ---------------- |
| 1 | OCEAN SIDE           | 青木久美子 | 林哲司 | 林哲司・兼崎順一 |
| 2 | SHADOW SURFER        | 佐藤純子   | 林哲司 | 林哲司           |
| 3 | BLIND CURVE          | 秋元康     | 林哲司 | 林哲司           |
| 4 | SUMMER EYES          | 秋元康     | 林哲司 | 林哲司           |
| 5 | FUTARI NO NIGHT DIVE | 秋元康     | 林哲司 | 林哲司           |
| 6 | 青春のいじわる       | 秋元康     | 林哲司 | 林哲司           |
| 7 | EVENING BREAK        | 秋元康     | 林哲司 | 林哲司           |
| 8 | SO MANY DREAMS       | 佐藤純子   | 林哲司 | 林哲司           |
| 9 | I WILL               | 秋元康     | 林哲司 | 林哲司           |

| #  | タイトル                | 作詞       | 作曲   | 編曲   |
| -- | ----------------------- | ---------- | ------ | ------ |
| 1  | 卒業                    | 秋元康     | 林哲司 | 林哲司 |
| 2  | カレンダーにイニシャル  | 秋元康     | 林哲司 | 林哲司 |
| 3  | 恋のProjection          | 青木久美子 | 林哲司 | 林哲司 |
| 4  | 真夏のSequence          | 青木久美子 | 林哲司 | 林哲司 |
| 5  | Dear Children           | 青木久美子 | 林哲司 | 林哲司 |
| 6  | Boy Friend              | 秋元康     | 林哲司 | 林哲司 |
| 7  | Southern Cross Dreaming | 藤田浩一   | 林哲司 | 林哲司 |
| 8  | Alfa Flight             | 有川正沙子 | 林哲司 | 林哲司 |
| 9  | 愛のSurf Break          | 藤田浩一   | 林哲司 | 林哲司 |
| 10 | 南回帰線                | 有川正沙子 | 林哲司 | 林哲司 |

| #  | タイトル                 | 作詞       | 作曲   | 編曲   |
| -- | ------------------------ | ---------- | ------ | ------ |
| 1  | Overture                 | （なし）   | 林哲司 | 林哲司 |
| 2  | Adventure                | 有川正沙子 | 林哲司 | 林哲司 |
| 3  | もう逢えないかもしれない | 康珍化     | 林哲司 | 林哲司 |
| 4  | 波になりたい             | 岡部正泰   | 林哲司 | 林哲司 |
| 5  | Night Cruising           | 藤田浩一   | 林哲司 | 林哲司 |
| 6  | 雨のRealize              | 青木久美子 | 林哲司 | 林哲司 |
| 7  | 赤い稲妻                 | 有川正沙子 | 林哲司 | 林哲司 |
| 8  | Good Friend              | 青木久美子 | 林哲司 | 林哲司 |
| 9  | Mystical Composer        | 佐藤純子   | 林哲司 | 林哲司 |
| 10 | Tomorrow                 | 藤田浩一   | 林哲司 | 林哲司 |

| # | タイトル                | 作詞       | 作曲   | 編曲     |
| - | ----------------------- | ---------- | ------ | -------- |
| 1 | Starlight Movement      | 青木久美子 | 林哲司 | 林哲司   |
| 2 | Dreamin' Rider          | 有川正沙子 | 林哲司 | 鷺巣詩郎 |
| 3 | Yokohama City of Lights | 売野雅勇   | 林哲司 | 鷺巣詩郎 |
| 4 | SAY YES!                | 売野雅勇   | 林哲司 | 林哲司   |
| 5 | Ivory Coast             | 売野雅勇   | 林哲司 | 久石譲   |
| 6 | Non Stop the Rain       | 青木久美子 | 林哲司 | 林哲司   |
| 7 | Last Runner             | 売野雅勇   | 林哲司 | 林哲司   |
| 8 | 夜明けのバスターミナル  | 有川正沙子 | 林哲司 | 林哲司   |
| 9 | Sundial                 | 売野雅勇   | 林哲司 | 鷺巣詩郎 |

| #  | タイトル             | 作詞               | 作曲     | 編曲     |
| -- | -------------------- | ------------------ | -------- | -------- |
| 1  | Rainy Night Lady     | 田口俊             | 和泉常寛 | 新川博   |
| 2  | Carnaval             | 新川博             | 松浦義和 | 松浦義和 |
| 3  | 夏と秋のGood-Luck    | 麻生圭子           | 新川博   | 新川博   |
| 4  | Two Years After      | 売野雅勇           | 和泉常寛 | 新川博   |
| 5  | 少年は天使を殺す     | 売野雅勇           | 和泉常寛 | 新川博   |
| 6  | One And Only         | 麻生圭子           | 杉山清貴 | 新川博   |
| 7  | Tokyo野蛮人          | 康珍化             | 和泉常寛 | 新川博   |
| 8  | 片想い同盟           | 田口俊             | 新川博   | 新川博   |
| 9  | Late Night Heartache | 売野雅勇           | 和泉常寛 | 新川博   |
| 10 | Love Talk            | 菊池桃子・藤田浩一 | 和泉常寛 | 新川博   |

| #  | タイトル                     | 作詞                 | 作曲       | 編曲     |
| -- | ---------------------------- | -------------------- | ---------- | -------- |
| 1  | ガール・フレンド             | 湯川れい子           | 日野皓正   | 神山純一 |
| 2  | 今日は100度目のケンカ        | 菊池桃子             | 神山純一   | 神山純一 |
| 3  | ドリームボートが出る夜に     | 湯川れい子           | 山川恵津子 | 神山純一 |
| 4  | 窓                           | 湯川れい子           | 神山純一   | 神山純一 |
| 5  | 愛*未来                      | 岡田冨美子           | 日野皓正   | 神山純一 |
| 6  | 恋人たちの地平線             | 岡田冨美子           | 神山純一   | 神山純一 |
| 7  | きっと待ってる               | 岡田冨美子           | 羽場仁志   | 神山純一 |
| 8  | ハロー・ミスター・マンディー | 菊池桃子・湯川れい子 | 菊池桃子   | 神山純一 |
| 9  | 恋をして…                    | 菊池桃子             | 中村公貴   | 神山純一 |
| 10 | 五月の雨                     | 岡田冨美子           | TETSU      | 神山純一 |
| 11 | 鏡                           | 菊池桃子             | 菊池桃子   | 神山純一 |

| #  | タイトル                 | 作詞       | 作曲   | 編曲       |
| -- | ------------------------ | ---------- | ------ | ---------- |
| 1  | 青春のいじわる           | 秋元康     | 林哲司 | 杉山清貴   |
| 2  | SUMMER EYES              | 秋元康     | 林哲司 | 鳥山雄司   |
| 3  | 雪にかいたLOVE LETTER    | 秋元康     | 林哲司 | 西川進     |
| 4  | 卒業-GRADUATION-         | 秋元康     | 林哲司 | 杉山清貴   |
| 5  | BOYのテーマ              | 秋元康     | 林哲司 | 鳥山雄司   |
| 6  | もう逢えないかもしれない | 康珍化     | 林哲司 | 杉山清貴   |
| 7  | Broken Sunset            | 有川正沙子 | 林哲司 | 小倉博和   |
| 8  | 夏色片想い               | 有川正沙子 | 林哲司 | 宅見将典   |
| 9  | Say Yes!                 | 売野雅勇   | 林哲司 | 西川進     |
| 10 | Ocean Side               | 青木久美子 | 林哲司 | 小倉博和   |
| 11 | 青春ラブレター           | 鈴木おさむ | つんく | 平田祥一郎 |

| #  | タイトル               | 収録アルバム          | 作詞       | 作曲   | 編曲             |
| -- | ---------------------- | --------------------- | ---------- | ------ | ---------------- |
| 1  | Again                  | 新曲                  | 売野雅勇   | 林哲司 | 林哲司           |
| 2  | Adventure              | ADVENTURE             | 有川正沙子 | 林哲司 | 林哲司           |
| 3  | Brind Curve            | OCEAN SIDE            | 秋元康     | 林哲司 | 林哲司           |
| 4  | 赤い稲妻               | ADVENTURE             | 有川正沙子 | 林哲司 | 林哲司           |
| 5  | Good Friend            | ADVENTURE             | 青木久美子 | 林哲司 | 林哲司           |
| 6  | So Many Dreams         | OCEAN SIDE            | 佐藤純子   | 林哲司 | 林哲司           |
| 7  | 恋のProjection         | TROPIC of CAPRICORN   | 青木久美子 | 林哲司 | 林哲司           |
| 8  | 雨のRealize            | ADVENTURE             | 青木久美子 | 林哲司 | 林哲司           |
| 9  | カレンダーにイニシャル | TROPIC of CAPRICORN   | 秋元康     | 林哲司 | 林哲司           |
| 10 | Starlight Movement     | ESCAPE FROM DIMENSION | 青木久美子 | 林哲司 | 林哲司           |
| 11 | Ocean Side             | OCEAN SIDE            | 青木久美子 | 林哲司 | 林哲司・兼崎順一 |
| 12 | Boy Friend             | TROPIC of CAPRICORN   | 秋元康     | 林哲司 | 林哲司           |
| 13 | Dreamin' Rider         | ESCAPE FROM DIMENSION | 有川正沙子 | 林哲司 | 鷺巣詩郎         |
| 14 | 夜明けのバスターミナル | ESCAPE FROM DIMENSION | 有川正沙子 | 林哲司 | 林哲司           |
| 15 | 南回帰線               | TROPIC of CAPRICORN   | 有川正沙子 | 林哲司 | 林哲司           |
| 16 | 奇跡のうた             | 新曲                  | 吉元由美   | 林哲司 | 林哲司           |

### アルバム（ベスト・その他）
1. MOMOKO'S ENTERTAINMENT（1984年12月21日）
  - カセットテープのみの企画
2. テラ戦士ΨBOYオリジナルサウンドトラック（1985年7月6日）
  - 
    1. BOYのテーマ（菊池桃子）
    2. メインタイトル
    3. Dr,マルイのラブコ－ル
    4. 閉ざされた記憶
    5. テラ戦士〜チェイス〜
    6. ディラスポ－ラ（時のない河）
    7. ドリ－ム・アイズ
    8. ゴ－ルデン・フレイム
    9. 大空のBOY〜αからφへ〜
    10. 悲しみのエスパーたち
    11. グラスの中の謎
    12. BOYのテーマ（インストゥルメンタル）
    13. I WILL（菊池桃子）
3. 卒業記念（1986年12月21日）
  - 
    1. 青春のいじわる
    2. MAY SICK
    3. SUMMER EYES
    4. スターダスト・レクイエム
    5. 雪に書いたLOVE LETTER
    6. ANOTHER ONE
    7. 卒業
    8. 夕暮れのEXIT
    9. BOYのテーマ
    10. ANATAKARA FLY AWAY
    11. もう逢えないかもしれない
    12. アドレサンス（思春期）の週末
    13. Broken Sunset
    14. EDEN OF GALAXY
    15. 夏色片想い
    16. 夜明けのSpeed Way
    17. Say Yes!
    18. 18歳の秋
    19. DEJA VU
4. 卒業記念 菊池桃子ピアノ・オーケストラ作品集（1987年2月10日）
  - 
    1. GRADUATION
    2. SUMMER EYES
    3. BROKEN SUNSET
    4. BOY NO THEME
    5. SAY YES!
    6. MOU AENAIKAMO SHIRENAI
    7. NATSUIRO KATAOMOI
    8. SEISHUN NO IJIWARU
    9. YUKI NI KAITA LOVE LETTER
    10. DEJA VU
    11. GRADUATION -piano solo-

  - 『Say Yes！』のピアノ・オーケストラバージョンは1990年4月から1991年3月までテレビ金沢（日本テレビ系列）平日朝の自社制作報道・情報番組『おはよう朝6』の天気予報BGMに使われていた。
5. THE GREATEST HITS（1989年3月8日）
  - 
    1. 青春のいじわる
    2. SUMMER EYES
    3. 雪に書いたLOVE LETTER
    4. 卒業 -GRADUATION-
    5. BOYのテーマ
    6. もう逢えないかもしれない
    7. BROKEN SUNSET
    8. 夏色片想い
    9. Say Yes!
    10. アイドルを探せ
    11. Nile in Blue
    12. ガラスの草原
6. 菊池桃子 スペシャル・セレクションⅠ（1993年11月1日）
  - 
    1. 青春のいじわる
    2. SUMMER EYES
    3. 雪に書いたLOVE LETTER
    4. 卒業-GRADUATION-
    5. BOYのテーマ
    6. I WILL
    7. もう逢えないかもしれない
    8. Broken Sunset
    9. EDEN OF GALAXY
    10. 夏色片想い
    11. SAY YES!
    12. Ivory Coast
    13. アイドルを探せ
    14. Nile in Blue
    15. ガラスの草原
7. 菊池桃子 スペシャル・セレクションⅡ（1993年11月1日）
  - 
    1. 愛は心の仕事です
    2. 少年は天使を殺す
    3. Tokyo野蛮人
    4. 青山Killer物語
    5. Rainy Night Lady
    6. Carnaval
    7. 夏と秋のGood-Luck
    8. Two Years After
    9. One And Only
    10. 片想い同盟
    11. Late Night Heartache
    12. Love Talk
    13. ガールフレンド
    14. 今日は100度目のケンカ
    15. 鏡
8. 菊池桃子プレミアム・コレクション LEGEND（2003年3月3日）CD3枚DVD3枚からなるBOXセット
9. 菊池桃子プレミアム・コレクション BRAND（2003年6月25日）CD3枚DVD4枚からなるBOXセット
10. ゴールデン☆ベスト (2011年5月18日)
  - 
    1. 青春のいじわる
    2. SUMMER EYES
    3. 雪に書いた LOVE LETTER
    4. 卒業 [GRADUATION]
    5. BOYのテーマ
    6. もう逢えないかもしれない
    7. Broken Sunset
    8. 夏色片想い
    9. Say Yes!
    10. Ivory Coast
    11. アイドルを探せ
    12. ガラスの草原
    13. 愛は心の仕事です
    14. ガール・フレンド
    15. 今日は100度目のケンカ
    16. 鏡
    17. 恋をして・・・
11. Eternal Best (2024年9月18日)
  - 
【Disc1】
    1. OCEAN SIDE
    2. Adventure
    3. BLIND CURVE
    4. 青春のいじわる
    5. 卒業－GRADUATION－
    6. Say Yes!
    7. 夏色片想い
    8. BROKEN SUNSET
    9. もう逢えないかもしれない
    10. 雪にかいたLOVE LETTER
    11. BOYのテーマ
    12. アイドルを探せ
    13. ガラスの草原
    14. Mystical Composer
    15. Nile in Blue

【Disc2】
    1. 愛は心の仕事です
    2. 少年は天使を殺す
    3. Tokyo野蛮人
    4. 青山Killer物語
    5. Rainy Night Lady
    6. One And Only
    7. Love Talk
    8. ガール・フレンド
    9. 今日は100度目のケンカ
    10. ハロー・ミスター・マンディー
    11. ドリーム・ボートが出る夜に
    12. きっと待ってる
    13. 恋をして・・・
    14. 鏡
    15. Starry Sky

### DVD
- 30th anniversary 菊池桃子 in トップテン -日本テレビ秘蔵映像集-（2014年12月24日、バップ）

歌手デビュー30周年を記念して発売された2枚組のDVD-BOX。『ザ・トップテン』と『歌のトップテン』、『スーパージョッキー』などアイドル時代に日本テレビの音楽番組に出演した当時の菊池の秘蔵映像を収録。

### 参加作品
鈴木雅之
- 6thアルバム『Perfume』（1993年9月9日） - 「渋谷で5時」収録
- 18thシングル「違う、そうじゃない/渋谷で5時（Romantic Single Version）」（1994年1月12日）
- アルバム『MARTINI II』（1995年10月23日）
  - 『MARTINI II best of visuals』（1996年1月21日（VHS）、2003年11月19日（DVD）） - 映像作品。「渋谷で5時」収録
- デュエットシングル「渋谷で5時（Chocolate mix）」（1996年2月1日）
- アルバム 『Martini Blend』（2003年3月19日）
- デュエットシングル「恋のフライトタイム〜12pm〜」（Romantic Single Version）（2008年5月28日）
- デュエットベストアルバム『Martini Duet』（2008年6月25日）
- デビュー35周年記念『ALL TIME BEST〜Martini Dictionary〜』（from the album『Perfume』）（2015年3月4日）

杉山清貴
- アルバム『OCEAN』収録「風の記憶」（2016年7月6日） ※デュエット曲[59]

## 出演

### 映画
- パンツの穴 （1984年3月17日公開、ジョイパック） - ヒロイン・近藤桃子 役 ※デビュー作[60]
- テラ戦士ΨBOY （1985年7月13日公開、東映） - 主演・MOMOKO 役[60] 初主演映画
- 幕末青春グラフィティ Ronin 坂本竜馬（1986年1月25日公開、東宝） - お菊 役
- アイドルを探せ （1987年4月11日公開、松竹） - 主演・藤谷知香子 役
- 天使の砲弾 （1992年、中京テレビ）
- パ★テ★オ （1992年、松竹） - 主演・江川真理 役
- それいけ!アンパンマン てのひらを太陽に （1998年7月25日公開、松竹） - 声優・オカリナ姫のリナちゃん 役
- 劇場版ポケットモンスター アドバンスジェネレーション ミュウと波導の勇者 ルカリオ （2005年） - 声優・アイリーン / リーン 役（二役）
- プリンセス トヨトミ （2011年5月28日公開、東宝） - 国松の母 役
- ピーチガール（2017年5月20日公開、松竹） - 安達桜子 役
- エンジェルサイン「別れと始まり」（2019年11月15日公開、ノース・スターズ・ピクチャーズ） - 妻 役

### テレビドラマ
- 卒業-GRADUATION- （1985年3月6日、日本テレビ、主題歌「卒業」） - 主演・桃子 役 ※初主演作品
- 放浪-さすらい- （1986年5月28日、TBS、主題歌「夏色片想い」） - 主演・杳子 役
- 恋はハイホー! （1987年10月21日 - 1988年1月27日、日本テレビ） - 主演・古谷桃子 役 ※連続ドラマ初主演
- 年末時代劇スペシャル 田原坂 （1987年12月30・31日、日本テレビ） - 中原香 役
- 変装 -未来の自分を旅した女-（1988年9月26日、フジテレビ） - 主演
- スクールガール・セレナーデ 桂華學女小夜曲 （1988年11月11日、日本テレビ） - 恩田トミエ 役
- 新春ドラマスペシャル 初春物語（1989年1月1日、日本テレビ）
- 君の瞳に恋してる! （1989年1月16日 - 3月20日、フジテレビ） - 望月麻知子 役
  - 君の瞳に恋してる!スペシャル（1989年10月9日） - 望月麻知子 役
- 男と女のミステリー お嬢さん現金に気をつけて!（1989年6月9日、フジテレビ） - 主演・白井由紀子 役
  - お嬢さん、殺人にご用心!（1990年3月26日、フジテレビ） - 同上
  - お嬢さん朝食をご一緒に!（1990年10月8日、フジテレビ） - 同上
- 同・級・生 （1989年7月3日 - 9月25日、フジテレビ） - 佐倉杏子 役
- 木曜ゴールデンドラマ 幸福ホットライン（1989年7月20日、読売テレビ） - ヒロイン・明子 役
- フジテレビ開局30周年記念番組 さよなら李香蘭（1989年12月1日、共同テレビ、フジテレビ） - 温貴華 役
- 東京Xマス・ラブウォーズ（1989年12月16日、TBS） - 恵 役
- 水曜グランドロマン やわ肌の熱き血汐に（1990年1月3日、日本テレビ）
- HOTEL （1990年1月11日 - 3月22日、TBS） - 水谷杏子 役
- 恋のパラダイス （1990年4月12日 - 6月28日、フジテレビ） - 七海栞 役
- FNSテレビ夢列島スペシャルドラマ（フジテレビ）
  - 夢の家（1990年7月21日、一億人のテレビ夢列島'90）
  - ダイエットの明けない夜明け（1991年7月21日、1億2,000万人のテレビ夢列島'91） - 主演
- 世にも奇妙な物語（1990年 - 1992年、フジテレビ系）
  - 「くせ」（1990年7月12日） - 主演・吉永真理子 役
  - 「呪いの紙人形」（1991年4月11日） - 主演・中田幸子 役
  - 「笑いの天才」（1992年4月9日） - 主演・千春 役
- バレンタインに何かが起きる「第2話 パターンB(花のOL編) 恐怖の義理チョコ[61]」（1991年2月11日、TBS、月曜ドラマスペシャル） - 主演・則子役
- ナースステーション （1991年1月15日 - 3月18日、TBS） - 主演・中田真里子 役
- 木曜劇場（フジテレビ）
  - ヴァンサンカン・結婚 （1991年7月4日 - 9月19日） - 松永右子 役
  - 明るい家族計画 （1995年1月12日 - 3月23日） - 坂巻リコ 役
- 金曜ドラマシアター OLは泥棒がお好き!? （1991年8月2日、フジテレビ） - 主演
- 次男次女ひとりっ子物語 （1991年10月17日 - 12月26日、TBS） - 有賀さやか 役
- 信長 KING OF ZIPANGU （1992年1月5日 - 12月13日、NHK総合） - 帰蝶 役
- いつか王子様が （1992年1月6日、フジテレビ） - 主演
- パ★テ★オPART1（1992年9月18日） - 主演・江川真理 役
  - パ★テ★オ PATIOPART2（1992年10月23日） - 同上
- あの日に帰りたい （1993年1月11日 - 3月22日、フジテレビ） - 主演・青木千夜子 役
- 金曜エンタテイメント（フジテレビ）
  - 結婚式（1993年5月7日）
  - 太陽とお月さま（1994年3月18日） - 主演・未央 役
- イエローカード （1993年7月2日 - 9月24日、TBS） - 矢坂紀子 役
  - イエローカードスペシャル（1994年4月1日）
- 新春ドラマスペシャル 仰げば尊し「放課後に逢いたい」（1994年1月3日、フジテレビ） - 主演・中西美代子 役
- 適齢期 （1994年4月15日 - 7月1日、TBS） - 主演・高瀬真琴 役
- 男嫌い （1994年7月14日 - 9月22日、TBS） - 主演・細川秋緒 役
- 山田太郎ものがたり （2007年7月6日 - 9月14日、TBS） - 山田綾子 役
- 美ら海からの年賀状 （2007年12月14日、フジテレビ） - 森田芳子 役
- まるまるちびまる子ちゃん （2008年1月31日 フジテレビ） - たかしくんの母 役
- 新春ドラマスペシャル 福助 （2010年1月4日、東海テレビ） - 五十嵐由季子 役
- 女帝 薫子（2010年6月6日・6月13日、テレビ朝日） - 伊丹薫子 役
- ナサケの女〜国税局査察官〜 第1話（2010年10月21日、テレビ朝日） - 谷口由香 役
- おじいちゃんは25歳 （2010年11月23日 - 11月25日、TBS） - 栗原明日香 役
- ガラスの家（2013年9月10日 - 10月29日、NHK総合） - 尾中寛子 役
- あすなろ三三七拍子（2014年7月15日 - 9月9日、フジテレビ） - 藤巻広子 役
- ドラマスペシャル フラガールと犬のチョコ（2015年3月11日、テレビ東京） - 吉本美那子 役
- ドラマスペシャル ハッピー・リタイアメント（2015年10月18日、テレビ朝日） - 安井清子 役
- 金曜ロードSHOW!特別ドラマ企画 さよならドビュッシー 〜ピアニスト探偵 岬洋介〜（2016年3月18日、日本テレビ） - 真田悦子 役
- ノンママ白書（2016年8月13日 - 9月24日、東海テレビ・フジテレビ） - 大野愛美 役 [62]
- 定年女子（2017年7月9日 - 8月27日、NHK BSプレミアム） - 竹下由美 役
- 相棒 season16 第3話「銀婚式」（2017年11月1日、テレビ朝日） - 瀬川楓 役
- 花のち晴れ〜花男 Next Season〜（2018年4月17日 - 6月26日、TBS） - 江戸川由紀恵 役
- プレミアムドラマ ダイアリー（2018年9月9日 -9月30日 、NHK BSプレミアム） - 宮田春海 役[63]
- 十津川警部シリーズ8「外房線に消えた女〜十津川の初恋〜」（2019年3月25日、TBS） - 原口夕子 役
- 独占取材 北朝鮮拉致 前略 めぐみちゃんへ〜横田夫妻、最後の戦い〜（2019年3月30日、フジテレビ） - 横田早紀江 役（ドキュメンタリードラマ・パート）[64]
- ストロベリーナイト・サーガ（2019年4月11日 - 6月20日、フジテレビ） - 姫川瑞江 役
- ボイス 110緊急指令室（2019年7月13日 - 9月21日、日本テレビ） - 樋口未希 役
- 連続テレビ小説 エール（2020年3月30日 - 11月27日、NHK総合） - 古山まさ 役[65]
- ドラマ 星影のワルツ（2021年3月7日、NHK総合） - 大谷恭子 役[66]
- IP〜サイバー捜査班 第1話（2021年7月1日、テレビ朝日） - 静野順子 役
- 真夜中にハロー!（2022年1月14日（13日深夜） - 3月18日（17日深夜）、テレビ東京） - 主演・朝沼マリコ 役[67]
- 婚活食堂（2023年4月16日（15日深夜） - 7月9日（8日深夜）、BSテレビ東京） - 主演・玉坂恵 役[68]

### バラエティ番組 ほか
- 大石恵三（1993年5月 - 1993年9月、フジテレビ） - ゲスト→レギュラー
- おしゃれカンケイ（1994年7月 - 1995年3月、日本テレビ） - 司会
- ものまね王座決定戦（フジテレビ） - 審査員
- 郁恵・井森のお料理BAN!BAN!（フジテレビ） - 一時期レギュラー出演していた。
- はなまるマーケット（2008年4月 - 2010年3月、TBS） - 月曜→水曜日・レギュラー
- 奇跡の地球物語〜近未来創造サイエンス（2010年8月8日・2011年1月23日、テレビ朝日） - ゲストナレーション
- 日曜ビッグバラエティ「夏休みの自由研究 はじめての“小さな大冒険”」（2010年8月22日、テレビ東京） - ナレーション
- 雑学家族（2012年4月28日 - 2013年3月23日、テレビ朝日） - 妻・桃子 役（レギュラー出演）
- 今夜はナゾトレ（フジテレビ） - 不定期出演
- 発見!タカトシランド (2022年1月14日・28日、北海道文化放送)
- NHKのど自慢（NHK総合・ラジオ第1・FM[69]） - 不定期出演

### 報道・情報番組
- 人生の楽園 ナレーション （2009年1月4日 - 、テレビ朝日）
- 報道ステーション SUNDAY（2012年3月25日、テレビ朝日） - 格安航空ピーチの舞台裏をリポート
- とくダネ!（2012年4月5日 - 9月18日 、フジテレビ） - コメンテーター
- アゲるテレビ（2013年6月26日 - 2013年9月25日 、フジテレビ） - 毎週水曜日
- スッキリ!!（2014年1月8日、日本テレビ） - 大沢あかねの代理コメンテーター

### ラジオ
- TBSラジオ
  - 青春トライアングル（1985年10月 - 1988年4月）[2]
    - （杉山清貴メインパーソナリティー期の1985年4月 - 同年9月の間は内包コーナー枠レギュラー出演）

  - 菊池桃子のレディーに御用心（1993年10月 - 1994年4月）
- 文化放送
  - 桃子・ファーストフライト（1984年4月 - 1984年9月）
  - アクションクラブ・桃子ハート通信（1984年10月 - 1985年3月）[2]
  - 桃子ぽいね（1985年4月 - 1987年4月）[2]
  - シルキーSOUND SPECIAL 桃子とおしゃれNIGHT（1988年10月 - 1989年4月）
  - 菊池桃子のライオンミュージックサタデー（2011年7月 - ）
- ニッポン放送
  - 学園バラエティ パンツの穴（1983年10月 - 1984年3月）[2]
  - SONY Night Square 桃子とすこし夜ふかし（1984年10月 - 1985年3月）
  - オールナイトニッポン ドラマスペシャル 桃子（1985年8月）
  - 青春ファンタジア 菊池桃子 あなたと星の上で（1985年4月 - 1988年10月）[2]
    - 青春ファンタジア 菊池桃子 あなたと星の上で 2024（2024年11月5日、20:00 - 21:00〈生放送〉）[37][39]
- MBSラジオ
  - WAKU WAKU 桃コール（1990年3月2日 - 1992年3月27日）

インターネットラジオ
- 菊池桃子のYouTubeラジオ『今日もお疲れ様です。』（2020年10月27日 - 2021年）※毎週火曜と木曜に配信

### CM
- ハウス食品『チョコケーキ2』（1983年）
- 資生堂『バブルポップ』『アクネ』『リップアミュレット』『シャワーコロン』（1984年）『トーヒスト・ベースケアシャンプー』『シーズ』（1993年-1995年）
- 日立製作所『マスタックス』（1985年-1986年「桃子、うさぎの耳に…なりたい…な…」など）
- 江崎グリコ『ポッキー』（1985年）
- 日本生命『JUSTとBIGYOU』（1986年 - 1987年）
- ダイドードリンコ『JUICE 100』（1988年 - 1989年）
- ライオン『アクアミー』（1989年 - 1990年、森川由加里と共演）『ママローヤルα』『ソフランC』（1998年 - 1999年）
- 日本ビクター（現：JVCケンウッド）『ムービーごっこ』『ビデオデッキ』『ワイドテレビ』（1990年 - 1993年）[70]
- 日清食品『どん兵衛』（1990年 - 1994年、井森美幸と共演）
- 宝酒造『TaKaRaグリーンバナナフィズ』（1991年）
- ブリヂストン『安全キャンペーン 曲がる、止まる、守る。』（1991年 - 1993年、星野一義と共演）
- 東海銀行（現：三菱UFJ銀行）企画広告（1991年 - 1996年）
- UCC『缶コーヒー オリジナル』『缶コーヒー メジャー』（1992年 - 1995年）
- キリンビール『ラガービール』（1994年）
- 賃貸住宅ニュース『週刊CHINTAI』（1994年 - 1996年）
- 日産自動車『セフィーロ』（1994年 - 1995年、ラサール石井と共演）
- 三洋電機『エアコンDr.twin』『冷蔵庫 新鮮組』『掃除機 舞姫』『エアコン 快援隊』『洗濯機　分ひまわり』（1996年 - 1997年）
- ミツカン『追いがつおつゆ』『追いがつおぽんず』（1997年 - 2010年、田畑智子と共演）
- トステム『スーパーウォール工法』他 企画広告（2000年 - 2003年）
- ツムラ『すくすくベイビー』『みんなの漢方』（2002年 - 2006年）
- 三菱電機『冷蔵庫』『全自動洗濯機・衣類乾燥機』『電気温水器』『太陽光発電システム』『エコキュート』『IHクッキングヒーター』

『本炭釜/炭炊釜/石焼厨房』『オーブンレンジ』『カラーテレビ・ブルーレイディスクレコーダー』（2002年 - 2013年7月）
- トヨタ自動車『低燃費訴求キャンペーン』（2008年）
- チバビジョン 『遠近両用コンタクト』WEB-CM（2011年12月6日 - 2012年1月）
- ネスレ日本『キットカット2012年受験生応援キャラクター』（2011年12月15日 - 2012年3月）
- ホーユー Bigen『香りのヘアカラー』『ヘアマスカラ』『ポンプフォームカラー』『カラートリートメント』（2015年 - 2017年）
- NTTドコモ『ドコモ 子育て応援プログラム』ナレーション担当（2017年 - 2018年）
- ユニ・チャーム『ライフリー うす型軽快パンツ』（2018年 - ）（篠塚登紀子[71]らと共演）
- 自動車整備振興会 関東ブロック ラジオCM（2023年 - ）

## 書籍

### 写真集
- 『菊池桃子It's Real Fresh 1000%』（1985年3月、学研）
- 『MOMOKO IN BOY』（1985年7月、学研）
- 『菊池桃子 SHINING WIND』（1985年10月、近代映画社）
- 『桃子白書』（1987年7月、学研）
- 『菊池桃子 - 菊池桃子写真集』（1990年11月、スコラ） ISBN 4-8470-2022-7
- 『とびいろのなつ - 菊池桃子写真集（パート2）』（1990年12月、近代映画社） ISBN 4-7648-1662-8
- 『MOMOKOKIKUCHI【アリバイ】』（1994年1月、学研)

### その他
- 『菊池桃子 きみに瞳ボレ』（1984年、学研） ISBN 4-8518-3477-2
- 『冗談はやめて、まず 菊池桃子』（1985年3月、学研）
- 『テラ戦士ΨBOY』（1985年7月、学研）
- 『MAKING OF BOY』（1985年7月、学研）映画パンフレット
- 『ADVANCED DOMESTIC TOUR 1985』（1985年）コンサートパンフレット
- 『DOMESTIC-TOUR '85』（1985年）コンサートパンフレット
- 『LIVE-FANTASY 1986』（1986年）コンサートパンフレット
- 『DELUXE MOMOCO』（1986年3月、学研）
- 『Pierre et Gilles』（1993年、Taschen出版）作品：Asian Venus,1992
- 『ADVANCED DOMESTIC TOUR 1985』復刻改訂版（2014年5月）コンサートパンフレット
- 『DOMESTIC-TOUR '85』復刻改訂版（2014年5月）コンサートパンフレット
- 『LIVE-FANTASY 1986』復刻改訂版（2014年5月）コンサートパンフレット
- 『菊池桃子 30th Anniversary Concert｢青春ラブレター｣』（2014年5月）コンサートパンフレット

### レシピ集
- 『菊池桃子の愛情たっぷりおいしいおべんとう』（2002年2月、サンリオ サンリオチャイルドムック） ISBN 4-387-01120-3
- 『菊池桃子の家族が喜ぶササッとごはん』（2003年3月、サンリオ サンリオチャイルドムック） ISBN 4-387-02137-3

### 雑誌
- 連載エッセイ「7転び3回屈伸起き（1992年2月 - 1994年1月（全24回）、『ViVi』講談社）
- 連載エッセイ（1998年1月 - 1998年12月号)、『マフィン』小学館）
- 「まんまる笑顔」連載（2006年7月 - 2009年5月号）、『キティとあそぼ』別冊付録子育て応援マガジン「ハローマミィ」サンリオ）
- 「菊池桃子のさわやか対談　笑顔でこんにちは！」連載（2009年7月 - 2010年5月号）、『キティとあそぼ』別冊付録子育て応援マガジン「ハローマミィ」サンリオ）

### 単行本
- 『午後には陽のあたる場所』（2015年12月17日、扶桑社）

## 受賞歴
- 第26回日本レコード大賞　新人賞（1984年） - 『SUMMER EYES』
- 第17回日本レコードセールス大賞 女性新人賞（1984年）
- 第11回日本テレビ音楽祭 トップアイドル賞（1985年）
- 第31回エランドール賞 新人賞（1986年）
- 2007 COTTON USAアワード（2007年）
- 2015 ベストビューティストアワード（2015年）[72]